# 雷比察河

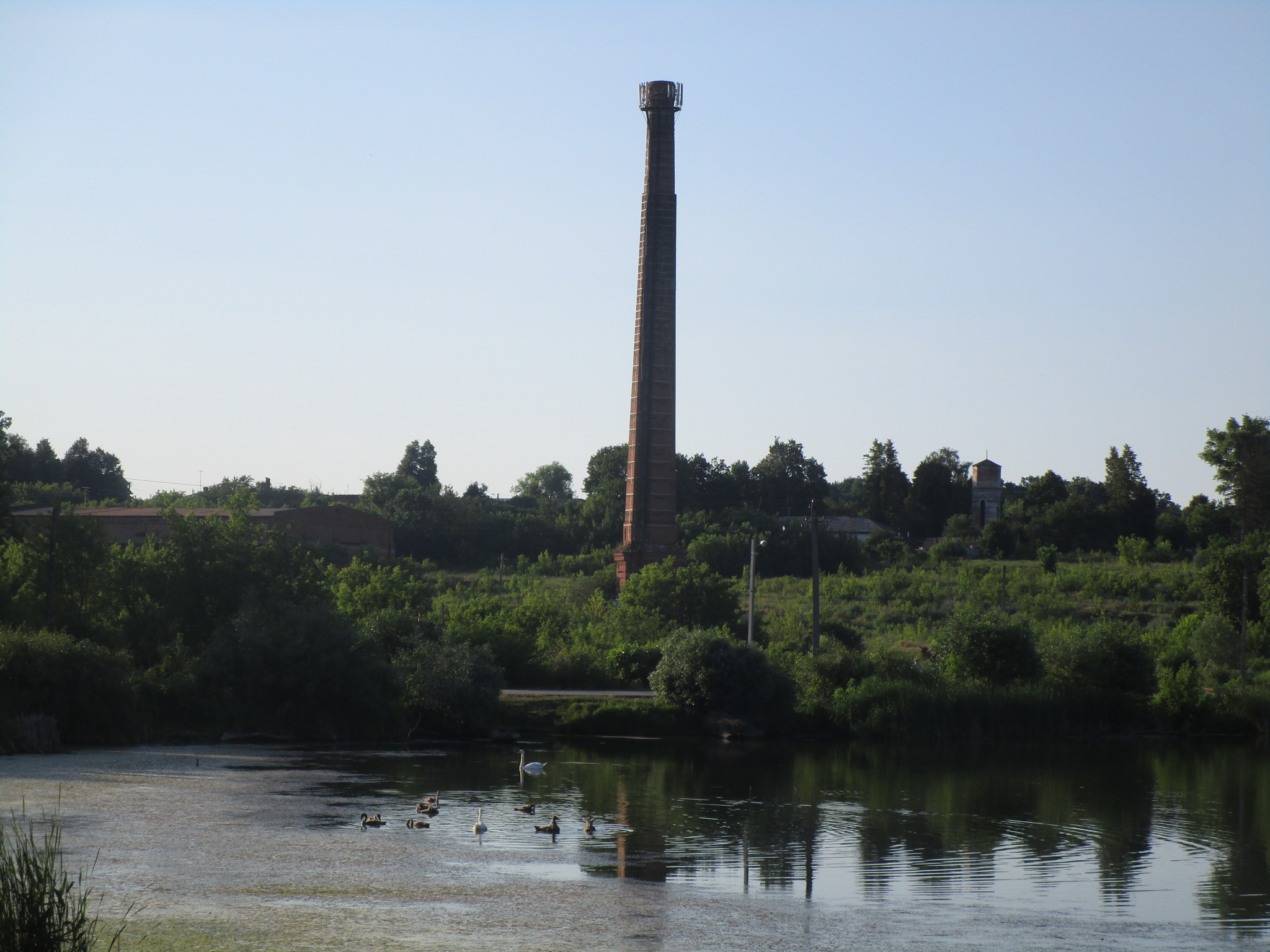
烏赫羅伊迪镇内河边的制糖厂

雷比察河（烏克蘭語：Рибиця），是烏克蘭東北部的河流，屬於普肖爾河的左支流。該河發源自烏赫羅伊迪以東，流經蘇梅州的蘇梅區，河道全長30公里。